# إس تي سي الكويت
إس تي سي الكويت (بالإنجليزية: STC Kuwait) سابقًا كانت تُعرف باسم فيفا الكويت (بالإنجليزية: VIVA Kuwait) هي الشركة الثالثة في الكويت للاتصالات ذات الشبكة الأحدث تكنولوجيا،  تابعة لمجموعة إس تي سي السعودية، حيث تمتلك الشركة الأم ما مقداره 51.8% من رأس مال الشركة، والهيئة العامة للاستثمار الكويتية ، المؤسسة العامة للتأمينات الاجتماعية الكويتية 10.9% ، كما تضم لائحة المؤسسين بيت الزكاة والأمانة العامة للاوقاف والهيئة العامة لشؤون القصر حيث يمتلك كل منهم 4%.

## وصلات خارجية
- الموقع الرسمي